# Wedding Season (Fernsehserie)
Wedding Season ist eine britische Serie, die von Jax Media und Dancing Ledge Productions für die Walt Disney Company umgesetzt wurde. Im Vereinigten Königreich fand die Premiere der Serie am 8. September 2022 als Original durch Disney+ via Star statt. Im deutschsprachigen Raum erfolgte die Erstveröffentlichung der Serie am selben Tag durch Disney+ via Star.

## Handlung
Der unerschütterliche Romantiker Stefan Bridges trifft auf die bezaubernde und charismatische Katie McConnell. Trotz ihrer Verlobung mit dem Sohn eines vermögenden Immobilienmagnaten beginnt sie während eines hochzeitsreichen Sommers eine turbulente Affäre. Schon bald sind beide auf der Flucht vor dem Gesetz, und Katie ist die Hauptverdächtige eines erschütternden Verbrechens. Können sie sich gegen die Polizei, organisierte Kriminelle und ihre komplizierten Gefühle füreinander behaupten, während sie versuchen, ihre Unschuld zu beweisen?

## Besetzung und Synchronisation
Die deutschsprachige Synchronisation entstand nach den Dialogbüchern von Michael Borgard sowie unter der Dialogregie von Henning Gehrke und Philipp Kaase durch die Synchronfirma Creative Sounds Germany in Hagen.
| Rolle              | Schauspieler    | Synchronsprecher    |
| ------------------ | --------------- | ------------------- |
| Katie McConnell    | Rosa Salazar    | Lea Fleck           |
| Stefan Bridges     | Gavin Drea      | Michael Borgard     |
| DCI Danielle Metts | Jade Harrison   | Lisa Cardinale      |
| DI James Donahue   | Jamie Michie    | Boris Jacoby        |
| Anil               | Bhav Joshi      | Christian Michalak  |
| Jackson            | Omar Baroud     | Stefan Naas         |
| Leila              | Callie Cooke    | Fabienne Hesse      |
| Suji               | Ioanna Kimbook  | Kirstin Hesse       |
| Hugo Delaney       | George Webster  | Benjamin Stolz      |
| Robert Delaney     | Ivan Kaye       | nicht angegeben     |
| Conrad Lennox      | Richard Gadd    | Andreas Meese       |
| Hyun Jin           | Tammie Rhee     | Vanessa Wunsch      |
| Pastor Johnson     | Bill Dawes      | Sascha von Zambelly |
| Vanessa            | Briony Scarlett | Viktoria Klimmeck   |
| Yuna               | Viviana Tay     | Sophie Botschek     |

## Episodenliste
| Nr. | Deutscher Titel | Originaltitel | Erstveröffentlichung (UK) | Deutschsprachige Erstveröffentlichung (D/A/CH) | Regie          | Drehbuch            |
| --- | --------------- | ------------- | ------------------------- | ---------------------------------------------- | -------------- | ------------------- |
| 1   | Episode 1       | Episode 1     | 8. Sep. 2022              | 8. Sep. 2022                                   | George Kane    | Oliver Lyttelton    |
| 2   | Episode 2       | Episode 2     | 8. Sep. 2022              | 8. Sep. 2022                                   | George Kane    | Temi Wilkey         |
| 3   | Episode 3       | Episode 3     | 8. Sep. 2022              | 8. Sep. 2022                                   | George Kane    | Temi Wilkey         |
| 4   | Episode 4       | Episode 4     | 8. Sep. 2022              | 8. Sep. 2022                                   | Laura Scrivano | Oliver Lyttelton    |
| 5   | Episode 5       | Episode 5     | 8. Sep. 2022              | 8. Sep. 2022                                   | George Kane    | Daran Jonno Johnson |
| 6   | Episode 6       | Episode 6     | 8. Sep. 2022              | 8. Sep. 2022                                   | Laura Scrivano | Louise Nesbitt      |
| 7   | Episode 7       | Episode 7     | 8. Sep. 2022              | 8. Sep. 2022                                   | Laura Scrivano | Oliver Lyttelton    |
| 8   | Episode 8       | Episode 8     | 8. Sep. 2022              | 8. Sep. 2022                                   | Laura Scrivano | Oliver Lyttelton    |